# Escadron d'instruction au sol 4/11 Jura
 (novembre 2018).
L'escadron d'instruction au sol 4/11 « Jura » est une unité franco-belge de l'école de l'aviation de chasse de Tours. Elle est composée des escadrilles SPA 161 française et 7e Wing belge.

## Histoire

### Période 1953-1957

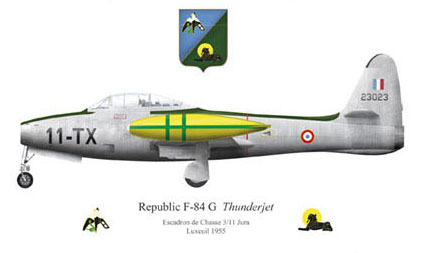
F-84G du 3/11 « Jura ».

- 1er juin 1953 – C'est sur le terrain de Lahr que s'effectuent les premiers vols de l'unité. Le commandement de celle-ci est assuré par le Capitaine Chanliau alors que les escadrilles sont dirigées par le Lieutenant Vaujour pour la 1re (SPA158) et le Lieutenant Dechelette pour la seconde (SPA161).
- 11 juin 1953 – Elle rejoint sa base opérationnelle de Luxeuil.
- 27 juin 1953 – Première campagne de tir à Cazaux
- 16 août 1953 – Le Capitaine Perrotte venant du G.C. 3/6 « Roussillon » est affecté au 3/11 « Jura » comme commandant en second.
- 23 janvier 1954 – Un record tombe, pour cette même journée l'escadron effectue 62 h 30 de vol.
- 7 avril 1954 – L'escadron perd son premier pilote, le lieutenant Jeandon de la SPA158 percute le sol avec son avion près de Plombières-les-Bains (88).
- 25 mai 1954 – Le sergent Gontier, pilote remarquable et remarqué, est détaché à Dijon au sein de la « patrouille aéronautique de France » sur MD.450 Ouragan.
- 3 septembre 1954 – Le capitaine Perrotte prend le commandement de l'escadron, son second devient le Lieutenant Vaujour et le Lieutenant Maffre prend la tête de la 1re escadrille la SPA158.
- 1er novembre 1954- Le lieutenant Chalvet succède au lieutenant Dechelette à la tête de la SPA161.
- 8 février 1955 Le sergent Jean Géhin se tue en service aérien commandé près de Remiremont.
- 1er juin 1955 – L'escadron effectue une campagne de tir à Oran.
- 1er juillet 1955 – Le lieutenant Dubourg prend le commandement de la SPA158.
- 20 juillet 1955 – Le sergent Le Demezet, ne pouvant redresser son appareil après une manœuvre de dégagement en piqué, se tue dans la région de Luxeuil.
- 10 novembre 1955 – Le sergent Claude Feux abandonne son avion en vol à la suite d'un incendie. L'avion le F-84G No 008 s'écrase près d'Ecromagny (72), le pilote est indemne.
- 23 juillet 1955 – Le sergent Duclos sur le F-84G No 625, à la suite d'ennuis mécaniques se pose avec la roulette de nez non sortie.
- 8 août 1956 – C'est au capitaine Perrotte que revient l'honneur de poser le premier F-84F de l'unité.
- 31 août 1956 – La dotation de l'escadron est de 16 F-84G et de 13 F-84F.
- 30 septembre 1956 – Le 3/11 fait le plein de sa dotation en F-84F plus un reliquat de 6 F-84G.
- 1er octobre 1956 – Le capitaine Radisson est nommé commandant de l'escadron 3/11, alors que le capitaine Perrotte rejoint l'État-Major de la ZDA 901.
- 22 octobre, les 6 derniers F-84G restant à l'escadron sont convoyés sur Toulouse.
- 15 novembre 1956 – En Algérie, par dédoublement de l'EALA 3/71 est créé l'EALA 16/72 parrainée par la 11e escadre de chasse. Le commandement est assuré par le lieutenant Le Bras assisté des sgts Auger, Felix, Hay, Ligas.
- Début 1957 – Changement dans le type de missions su 3/11 « Jura », il effectue davantage de missions d'interception.
- 17 mai 1957 – L'adjudant Fabre, sur le F-84F No 528922 est victime d'un éclatement de pneumatique au décollage. Il heurte une balise en sortant de la piste, déclenchant le feu à bord de l'avion. Fort heureusement le pilote peut évacuer l'appareil à temps.
- Le 1er novembre 1957 – Le 3/11 « Jura » est dissous.
- 12 novembre 1957 – Les avions sont partagés entre la 4e brigade aérienne (15 F-84F) et le 1/11 et le 2/11 qui se partageront les 10 avions restants.

#### Missions
Les missions dévolues à l'escadron de chasse 3/11 sont :
- le combat aérien dans la zone de responsabilité du 1er  C.A.tac.
- L'appui au sol des troupes terrestres adaptées au 1er  C.A.tac (7e armée des États-Unis – 1re armée française).
- L'escorte des chasseurs porteurs de la bombe nucléaire dans un but de saturation de l'espace aérien.
- De plus, l'escadron accueille les jeunes pilotes sortant des écoles américaines et de Meknes pour une période de vieillissement.

### Période 1973-1978
Par décision no 2831 de l'EMAA du 20 juin 1972, est créé le 1er janvier 1973, l'escadron de chasse 4/11 « Jura » qui reprend les insignes et traditions de l'3/11 « Jura ». Le commandement en est assuré par le commandant Solanet. L'effectif est de huit pilotes affectés et 2 détachés de la 11e escadre de chasse relevés tous les trois mois. Le personnel mécanicien est aussi nombreux que pour un escadron de métropole afin d'assurer la maintenance dite "renforcée" du fait de l'isolement à plus de 6 000 km de la métropole.

#### Historique

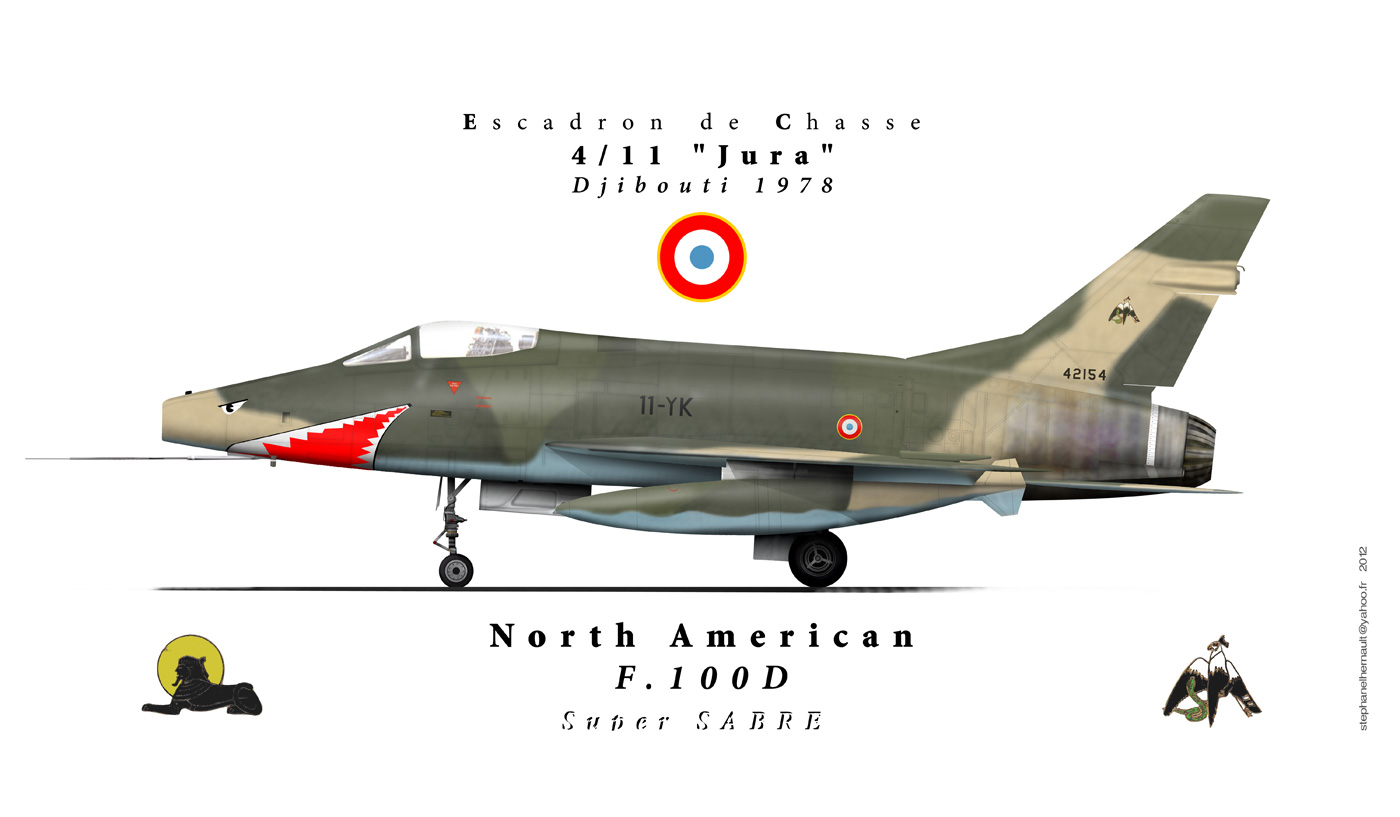
F100 D du 4/11 « Jura ».

- 1er janvier 1973 - Le commandant Solanet est le premier commandant de cette nouvelle unité.
- 16 janvier 1973 - Georges Pompidou, Président de la République, vient en visite officielle en TFAI (Territoire français des Afars et des Issas). C'est l'occasion pour le 4/11 d'effectuer son premier défilé.
- 28 mars 1973 - Tremblement de terre : jusqu'au 7 avril, l'activité du printemps est très perturbée par l'intensité des secousses telluriques.
- Été 1973 - Les machines comme le personnel sont mis à rude épreuve par les conditions d'un premier été dans la corne de l'Afrique (36 °C sous abri le jour, 42 °C la nuit, hygrométrie 98 %), il faut y ajouter le Khamsin (vent de sable).
- 10 octobre 1973 - Au cours d'une mission en basse altitude, l'ADC Fortin est victime d'une extinction de réacteur sur le F-100D immatriculé YG-162. Après s'être éjecté, il arrive au sol sain et sauf.
- 11 novembre 1973 - Après le défilé aérien, la patrouille de quatre F-100 se présente pour effectuer un éclatement. Au cours de la ressource, le leader du dispositif perd un bidon de 275 Gus, qui termine son vol derrière la tribune officielle, dans un endroit fort heureusement désert.
- 27 avril 1974 - Début de l'entraînement sophistiqué avec de l'armement réel sur les champs de tir de : Le Ras Bir au nord du territoire ou de La Doudah près de la piste.
- 1er août 1974 - Le commandant De Seze prend le commandement de l'escadron.
- 28 mai 1975 - L'escadron possède maintenant 12 avions, un défilé à 12 est organisé pour la venue en inspection du commandant de la 11e escadre de chasse.
- 3 juillet 1975 - Le cap des 5 000 h de vol est franchi par l'unité.
- 1er novembre 1975 - La seconde escadrille est recréée.
- 20 juillet 1976 - Prise de commandement par le commandant Salmon.
- 23 août 1976 - Le lieutenant Henri Hay (6 900 h), effectue sa 4000e heure de vol sur le F-100 YG-1488. Le même jour l'ADC Marmie effectue sa 2100e h de vol sur F-100 au cours d'une séance de voltige au-dessus de la piste.
- 27 juin 1977 - Par une large majorité, le TFAI accède à l'indépendance : il s'appelle désormais : République de Djibouti et la BA 188 devient DA 188 (Détachement Air).
- 10 juillet 1977 - Après l'attaque d'un avion français par un MiG-17 somalien, il est décidé que chaque Breguet Atlantic en mission de surveillance au-dessus des eaux internationales sera escorté par des F-100 de l'EC 4/11.
- 2 août 1977 - L'escadron perd son deuxième avion. Victime d'une extinction de réacteur à basse altitude dans la région du lac Assal, le lieutenant Lecointre sur le F100 D  YH-138 est contraint de s'éjecter. Il se fracture le pied en prenant contact avec le sol.
- Fin août 1977 - Dans le cadre du conflit somalo-éthiopien, le 4/11 est mis à contribution pour exécuter des missions de reconnaissance sur les frontières du pays au profit du gouvernement en place. Le bidon photo qui équipe les F-100 du 4/11 est un ancien bidon de carburant de 200 galons US modifié et équipé d'un appareillage photographique complet.
- 24 mai 1978 - L'unité 4/11 « Jura » passe le cap des 10 000 h de vol, à cette occasion les onze appareils de l'unité arborent une magnifique gueule de requin ainsi qu'un bidon ventral décoré du dessin porté par les B-25 Mitchell du 498th Squadron en avril 1945 les « Falcons ».
- 2 juin 1978 - Le commandant Brie succède au lieutenant-colonel Salmon à la tête de l'escadron. La mission du nouveau commandant est de préparer l'arrivée prochaine des Mirage III C du nouvel escadron 3/10 « Vexin » prévu en fin d'année.
- 20 novembre 1978 - Le capitaine Croci sur le F-100 D YC-156, est victime d'une extinction réacteur au cours d'une passe de tir air-sol sur le champ de tir de la Doudah. Il s'éjecte et en est quitte pour un bain dans la Mer Rouge.
- 22 novembre 1978 - La relève arrive. Ayant procédé par étapes, les quatre premiers Mirage III C du 3/10 « Vexin » en patrouille sur un Mystère XX se posent sur le terrain de Djibouti. Le 5e en panne à Djeddah rejoindra le lendemain.
- 31 décembre 1978 - Pour la deuxième fois meurt l'escadron de chasse 4/11 « Jura ». À l'occasion de cet événement a lieu une prise d'armes au cours de laquelle le commandant Vigier-Lafosse effectue le dernier vol opérationnel des F-100 de l'Armée de l'Air française sur le Super-sabre YG-148.

#### Bilan
En six ans, 11 172 h de vol ont été effectuées en 11 843 sorties avec une moyenne de 10 pilotes.
- Munitions employées (exercices et réelles) et tirées sur les deux champs de tir :
  - Obus de 20 mm : 223 500
  - Roquettes
    - de 2,75 pouces : 5 220
    - de 5 pouces : 440

  - Bidons spéciaux : 382
  - Bombes
    - Exerc+125 kg-500 lbs-750 lbs-1000 lbs) : 2 802

Trois avions ont été perdus en vol (extinction du réacteur).

### Période 1978-1992
Dissous sur le DA 188 de Djibouti, le jour de la Saint-Sylvestre 1978 et recréé le lendemain sur la Base aérienne 106 Bordeaux-Mérignac, le 4/11 « Jura » se succède à lui-même. L'unité reprend les insignes et traditions de l'escadron de chasse 4/11 « Jura ». Le commandement en est assuré par le commandant Argelier.
- 1er août 1978 - Mise en place sur la base de Mérignac du DA 51-531, précurseur du 4/11, celui-ci doit préparer l'arrivée du futur escadron de l'Armée de l'air équipé de l'avion SEPECAT Jaguar.
- 12 décembre 1978 - Sur la base aérienne de Toul-Rosières, siège du commandement de la 11e escadre de chasse a lieu la cérémonie recréant l'escadron de chasse « Jura » qui conserve les deux mêmes escadrilles que le feu 4/11 de Djibouti. Le commandant Argelier est le 1er commandant de cette nouvelle unité.
- 13 décembre 1978 - Transfert du personnel et des matériels aériens vers leur nouvelle base dans le sud-ouest.
- 6 février 1979 - Le général Forget commandant la FATac- 1re RA effectue sa 6 000e heure de vol au sein de l'escadron de chasse 4/11 « Jura », tenant à honorer de dernier-né de la FATac.
- 9 février 1979 - Sur la BA 106 de Bordeaux-Mérignac, le lieutenant-colonel Pissochet, commandant la 11e escadre de chasse, confie les fanions du « Serpentaire » et du « Sphinx » au capitaine Croci commandant la 1re escadrille SPA 158 et au capitaine Goutx commandant de la seconde escadrille, la SPA 161.

#### Missions
Elles sont multiples. Elles comprennent :
- L'appui des troupes au sol et l'assaut classique.
- La reconnaissance tactique.
- La défense aérienne à basse et moyenne altitude.
- La participation à la FAE (Force d'action extérieure].

#### Historique
- Juin 1979 - Dès le mois de juin, la plupart des pilotes sont formés au ravitaillement en vol.
- Juillet 1979 - À la suite de son évaluation tactique, l'escadron est déclaré opérationnel bien que ne comptant que 12 des 15 avions prévus.
- août 1979 - Départ d'un détachement de l'escadron pour Dakar. Il y séjourne 6 semaines pour apprendre les nouvelles méthodes de travail en coopération avec un Atlantic de la marine.
- Septembre 1979 - Première campagne de tir de l'escadron sur la base de Cazaux.
- Décembre 1979 - La dotation normale de l'escadron en avions est effective en cette fin d'année.
- Janvier 1980 - Opérant à partir d'Istres, l'escadron assure la transformation de tous les nouveaux pilotes de Jaguar de l'Armée de l'Air.
- 20 juin 1980 - Au cours de l'émission télévisée réalisée par Yves Mourousi en direct sur TF1 l'escadron est au premier plan pour effectuer une démonstration d'appui feu sur le terrain de Pau.
- 1er septembre - Le commandant Guevel jusqu'alors commandant en second, succède au Cdt Argelier à la tête de l'escadron 4/11 alors que le commandant Testaud nouvellement affecté, prend la place de second.
- octobre 1980 - L'escadron retrouve la base de Cazaux pour y effectuer une nouvelle campagne de tir air-air.
- 23 novembre 1980 - Dans le cadre des accords en coopération avec certains pays africains, le 4/11 met en œuvre une patrouille de quatre Jaguar. Aux ordres du commandant Guevel le détachement se met en place au Gabon.
- 3 décembre 1980 - Un second détachement aux ordres du lieutenant-colonel Menessier, commandant en second de la 11e escadre de chasse, est envoyé en Côte d'Ivoire. Cette unité participera au XXe anniversaire de l'indépendance en défilant à Abidjan.
- Janvier 1981 - L'escadron participe à l'opération Baracuda dans le Centre de l'Afrique.
- 11 février 1981 - Un drame est évité de justesse. Le lieutenant Laurenceau, trompé par la brume heurte avec le bidon ventral un plan d'eau ; il en est quitte pour une belle frayeur, l'impact ayant eu lieu sous un très faible taux de descente.
- Juillet 1981 - Le capitaine Rambeau est nommé commandant de la deuxième escadrille SPA 161 Sphinx, le capitaine Goutx rejoint la 33e escadre de reconnaissance.
- Janvier 1982 - Campagne de tir de l'escadron à Cazaux.
- 10 février 1982 - L'unité perd un avion, le YB-114, détruit dans un accident, le pilote n'a pu faire fonctionner son siège éjectable.
- Février 1982 - Transformation des pilotes au ravitaillement de nuit.
- Mai 1982 - Le commandant Testaud représentant l'Armée de l'Air avec un pilote de l'EC 3/11 Corse participe au Tactical Leadership Program opérant à partir d'une base de RFA.
- Juin 1982 - Un détachement de l'escadron est stationné sur la base aéronavale de Lann Bihoué, il participe en coopération avec les Atlantic de cette base à l'attaque des bâtiments à la mer.
- 3 septembre 1982 - Le commandant Testaud prend le commandement de l'unité, le commandant Marty occupe à compter de ce jour la place de numéro deux.
- 7 septembre 1982 - Le commandement de la première escadrille est assuré par le capitaine Gariel, son prédécesseur le capitaine Croci inaugure la place de chef des opérations de l'escadron.
- 24 septembre 1982 - Le commandant Testaud, le capitaine Croci et le lieutenant Guerin effectuent une mission de confiance. La phase principale en est la démonstration du ravitaillement en vol de nuit au profit du premier ministre Pierre Mauroy et de Charles Hernu ministre de la défense, qui se trouvent à bord d'un C-135F des FAS (Forces aériennes stratégiques).
- 10 octobre 1982 - Aux ordres du commandant Testaud, huit avions du 4/11 effectuent une démonstration de la protection d'une OAP, en présence des hautes autorités militaires et gouvernementales.
- Décembre 1982 - L'année se termine après avoir formé un nouveau contingent de pilote au ravitaillement en vol de jour.
- Janvier 1983 - L'année débute par l'arrivée d'un détachement de l'escadron 2/13 « Alpes » équipé de Mirage 5, le but est un entraînement au combat aérien Jaguar/Mirage.
- 28 mars 1983 - Le commandant Patrick Baudry, spationaute français et ancien pilote de la 11e escadre de chasse rend visite à l'escadron. C'est l'occasion pour lui de renouer avec son ancienne activité en effectuant un vol d'entraînement.
- 25 janvier 1984 - Le capitaine Michel Croci (1944-1984) est abattu au Tchad au cours d'une mission au-dessus d'éléments hostiles[1],[2].
- Nécessité de compléter... en citant le commandant Patrick Dutartre de  la patrouille de France... a suivre...

### Depuis 2012
Le 13 septembre 2012, le STANEVAL (escadron de standardisation et d’évaluation) de l'école de l'aviation de chasse reprend les traditions du 4/11 « Jura ». Il est composé de la SPA161 Sphinx ainsi que de la 7e escadrille belge « Cocote en papier ».

## Bases aériennes
- Base aérienne 139 Lahr (1953-1957)
- Base aérienne 133 Nancy-Ochey (1957)
- Détachement air 188 Djibouti (1972-1978)
- Base aérienne 106 Bordeaux-Mérignac (1978-1992)
- Base aérienne 705 Tours (2012-2020)
- Base aérienne 709 Cognac-Châteaubernard (depuis 2018)

## Appareils utilisés
- F-84G Thunderjet (1953–1956)
- F 84F Thunderstreak (1956–1957)
- North American F-100 Super Sabre (1973-1978)
- SEPECAT Jaguar (1978-1992)
- Alpha Jet (depuis 2012)
- Pilatus PC-21 (depuis Octobre 2018)

## Escadrilles
- SPA 161  « Sphinx »
- 7e Wing « Cocote en papier »